# Chevalier blanc (poisson)
Moxostoma anisurum
Pour les articles homonymes, voir Chevalier blanc.
Espèce
Statut de conservation UICN

 LC  : Préoccupation mineure
Le chevalier blanc (Moxostoma anisurum) est un poisson de la famille des catostomidés.